# Ménez Kador
Le Ménez Kador, ou Tuchenn Kador, est le second point culminant de la partie bretonne du Massif armoricain dans les monts d'Arrée. Tout comme le Roc'h Trevezel, il atteint 385 mètres d'altitude.
Son nom, Ménez Kador ou Gador, vient du breton menez, « mont », et kador, « chaise, trône », soit le « mont du trône ». Il est également nommé Tuchenn Kador (« tertre du trône ») ou signal de Toussaines par glissement phonétique vers le français.
Il se situe entre les communes de Botmeur et Sizun dans le Finistère.
Pendant de nombreuses années, le Ménez Kador a été considéré comme le point culminant des monts d'Arrée, mais à la suite de récentes mesures topographiques effectuées par le service des impôts de Morlaix pour la numérisation du cadastre, et grâce à la précision du GPS, il a perdu définitivement ce palmarès en faveur de Roc'h Ruz.